# 吳重達
吳重達，台灣醫生、醫學研究者，著有《運動傷害小百科》等書。
在國立台灣大學醫學院醫學系（醫科）取得醫學學位，在台大醫院接受完整的住院醫師訓練。
考取公職醫師高等考試後分發到衛生署桃園醫院（當時還是省立）擔任骨科系主治醫師，並開始兼任國立台灣大學醫學院醫學系骨科講師。
後調衛生署台南醫院，任骨科、脊椎外科、復健科、運動傷害特別門診主治醫師。
在台南醫院工作期間，派代、真除復健科主任，並獲選到美國留學，在美國約翰霍普金斯大學取得公共衛生學碩士學位。
曾任台南奇美醫院社區醫療部主任兼運動傷害科主任
現在是台南奇美醫院骨科部主任、國立台灣大學醫學院醫學系骨科兼任講師。